# Сідарвіль (Арканзас)
Сідарвіль (англ. Cedarville) — місто (англ. city) в США, в окрузі Кроуфорд штату Арканзас. Населення — 1424 особи (2020).

## Географія
Сідарвіль розташований на висоті 239 метрів над рівнем моря за координатами 35°34′59″ пн. ш. 94°21′43″ зх. д. / 35.58306° пн. ш. 94.36194° зх. д. (35.583155, -94.362006). За даними Бюро перепису населення США в 2010 році місто мало площу 23,26 км², уся площа — суходіл.

## Демографія
Згідно з переписом 2010 року, у місті мешкали 1394 особи в 495 домогосподарствах у складі 396 родин. Густота населення становила 60 осіб/км². Було 569 помешкань (24/км²).
Расовий склад населення:
| - 91,4 % — білих - 2,9 % — корінних американців - 0,4 % — чорних або афроамериканців - 0,2 % — азіатів |

До двох чи більше рас належало 4,2 %. Іспаномовні складали 1,5 % від усіх жителів.
За віковим діапазоном населення розподілялося таким чином: 27,9 % — особи молодші 18 років, 62,1 % — особи у віці 18—64 років, 10,0 % — особи у віці 65 років та старші. Медіана віку мешканця становила 36,8 року. На 100 осіб жіночої статі у місті припадало 107,1 чоловіків; на 100 жінок у віці від 18 років та старших — 104,3 чоловіків також старших 18 років.
Середній дохід на одне домашнє господарство становив 58 316 доларів США (медіана — 50 313), а середній дохід на одну сім'ю — 61 457 доларів (медіана — 53 547). Медіана доходів становила 33 077 доларів для чоловіків та 37 750 доларів для жінок. За межею бідності перебувало 14,3 % осіб, у тому числі 23,0 % дітей у віці до 18 років та 16,8 % осіб у віці 65 років та старших.
Цивільне працевлаштоване населення становило 819 осіб. Основні галузі зайнятості: освіта, охорона здоров'я та соціальна допомога — 25,4 %, виробництво — 17,7 %, транспорт — 12,0 %, роздрібна торгівля — 10,9 %.
За даними перепису населення 2000 року в Сідарвілі проживало 1133 особи, 328 сімей, налічувалося 406 домашніх господарств і 442 житлових будинки. Середня густота населення становила близько 49,9 людини на один квадратний кілометр. Расовий склад Сідарвіля за даними перепису розподілився таким чином: 94,53 % білих, 0,18 % — чорних або афроамериканців, 2,74 % — корінних американців, 0,26 % — азіатів, 2,12 % — представників змішаних рас, 0,18 % — інших народів. Іспаномовні склали 0,97 % від усіх жителів міста.
З 406 домашніх господарств в 39,9 % — виховували дітей віком до 18 років, 68,0 % представляли собою подружні пари, які спільно проживали, в 9,6 % сімей жінки проживали без чоловіків, 19,0 % не мали сімей. 15,8 % від загального числа сімей на момент перепису жили самостійно, при цьому 5,9 % склали самотні літні люди у віці 65 років та старше. Середній розмір домашнього господарства склав 2,79 особи, а середній розмір родини — 3,10 особи.
Населення міста за віковим діапазоном за даними перепису 2000 року розподілилося таким чином: 29,3 % — жителі молодше 18 років, 7,9 % — між 18 і 24 роками, 32,1 % — від 25 до 44 років, 22,6 % — від 45 до 64 років і 8,1 % — у віці 65 років та старше. Середній вік мешканця склав 33 роки. На кожні 100 жінок в Сідарвілі припадало 105,6 чоловіків, у віці від 18 років та старше — 99,3 чоловіків також старше 18 років.
Середній дохід на одне домашнє господарство в місті склав 30 952 долара США, а середній дохід на одну сім'ю — 33 409 доларів. При цьому чоловіки мали середній дохід в 30 385 доларів США на рік проти 16 538 доларів середньорічного доходу у жінок. Дохід на душу населення в місті склав 14 346 доларів на рік. 10,7 % від усього числа сімей в окрузі і 15,8 % від усієї чисельності населення перебувало на момент перепису населення за межею бідності, при цьому 19,9 % з них були молодші 18 років і 19,4 % — у віці 65 років та старше.